# (31664) Randiiwessen
(31664) Randiiwessen (1999 JR2) – planetoida z pasa głównego asteroid okrążająca Słońce w ciągu 4,16 lat w średniej odległości 2,58 j.a. Odkryta 8 maja 1999 roku.